# Diaphania damalis
Diaphania damalis is een vlinder uit de familie van de grasmotten (Crambidae), uit de onderfamilie van de Spilomelinae. De wetenschappelijke naam van deze soort is voor het eerst voorgesteld als Eudioptis damalis door Herbert Druce in een publicatie uit 1895.
De soort komt voor in Panama.